# Карловацька жупанія
Ка́рловацька жупа́нія (хорв. Karlovačka županija) — жупанія в центральній Хорватії з центром у місті Карловаць.

## Географія
Площа жупанії становить 3 622 км², що робить її однією з найбільших у державі. Округ охоплює землі довкола розташованого на південь від столиці Загреба міста Карловаць і межує на півночі зі Словенією, а на півдні з Боснією і Герцеговиною. Простягається на південь до гірських районів Горскі Котар і Ліка, зокрема, до гори Б'єлоласіца, яка славиться як найбільший осередок зимових видів спорту і відпочинку в країні. На заході жупанія межує з Приморсько-Ґоранською жупанією, на півночі — з Загребською жупанією, на півдні —Ліцько-Сенською жупанією, а на сході — Сисацько-Мославинською жупанією. Завдяки своєму зручному транзитному та вигідному геостратегічному положенню Карловацький округ є одним із найважливіших для всієї країни. Визначальним є транспортне значення жупанії, адже тут перетинаються найважливіші шляхи сполучення між Адріатикою та рештою Європи.

## Демографія
Згідно з переписом населення Хорватії у 2011 році, в жупанії налічувалося 128 899 жителів.
Згідно з переписом 2001 р., населення округу становило 141 787 мешканців (3,1 % населення країни). Густота населення становить 39/км². Етнічно воно складається з 84,27% хорватів, 11,04% сербів, 0,6 % боснійців та інших. 
Віковий склад населення розподілявся так: 20,7 % віком до 19 років, 52 % — від 19 до 60 років і 27,3 % — старші за 60 років.
У жупанії налічується 49 621 домогосподарство.
У 1991 р. жупанія мала 174 185 жителів (хорвати — 70,3 %, серби — 22,7 % ).

## Адміністративний поділ
Карловацька жупанія адміністративно поділяється на 5 міст і 17 громад.
- Міста:
  - Дуга Реса
  - Карловаць
  - Огулин
  - Слунь
  - Озаль

- Громади:
  - Барилович
  - Босилєво
  - Цетинград
  - Драганич
  - Генеральський Стол
  - Йосипдол
  - Каманє
  - Крняк
  - Ласиня
  - Нетретич
  - Плашки
  - Раковиця
  - Рибник
  - Саборсько
  - Тоунь
  - Войнич
  - Жаканє